# Ngola (Somalomo)
Pour les articles homonymes, voir Ngola.
Ngola est un village du Cameroun situé dans la région de l'Est et le département du Haut-Nyong. Il fait partie de l'arrondissement de Somalomo.

## Population
En 1966-1967, Ngola comptait 289 habitants dont 105 pygmées. Lors du recensement de 2005, on y a dénombré 72 personnes.
Ce sont pour la plupart des Dzimou et des pygmées.